# Instruktor harcerski
Instruktor – kategoria członkowska w organizacji harcerskiej, odnosząca się do osób pełniących określone funkcje w organizacji, w tym przede wszystkim pełniących funkcje wychowawcze.

## Historia
Skauting utworzony przez Roberta Baden-Powella zrzeszał chłopców w wieku około 12-18 lat. Tworzyli oni ośmioosobowe patrole, kierowane przez jednego z nich – patrolowego. Kilka patroli tworzyło drużynę, której pracą kierował dorosły skautmistrz (ang. scoutmaster), przy pomocy jednego lub dwóch, również dorosłych, pomocników (ang. assistant scoutmaster). Kierowaniem i reprezentowaniem ruchu na wyższych szczeblach zajmowali się komisarze (ang. commisioner) i członkowie różnych rad (w tym Rady Naczelnej). Wszyscy ci dorośli członkowie ruchu nazywani byli oficerami skautowymi, również w Polsce. Instruktorem (ang. instructor) nazywano wtedy człowieka, który uczył skautów umiejętności z jakiejś konkretnej dziedziny. Oznaką takiego instruktora była lilijka z białą kitką na przodzie kapelusza.
Z czasem oficerów skautowych zaczęto nazywać instruktorami. A nazwy skautmistrz i podskautmistrz (wtedy już raczej harcmistrz i podharcmistrz) stały się nazwami stopni instruktorskich, a nie nazwami funkcji.

## Obecnie
W wielu organizacjach skautowych zachował się wyraźny podział na młodych członków i dorosłą kadrę. Moment przejścia jest tam bardzo wyraźny. W Polsce jest to nieco rozmyte. Instruktorem zostaje się po złożeniu Zobowiązania Instruktorskiego, w ZHP może to nastąpić już w wieku 16 lat. Od tego też wieku można pełnić najważniejszą funkcję wychowawczą - funkcję drużynowego.

## Związek Harcerstwa Polskiego
W ZHP instruktorką może zostać harcerka (wędrowniczka), która ukończyła 16 lat, po złożeniu Zobowiązania Instruktorskiego; instruktorem może zostać harcerz (wędrownik), który ukończył 16 lat, i posiada przyznany przez właściwego komendanta, na wniosek komisji stopni instruktorskich stopień przewodnika/przewodniczki (pierwszy z 3 stopni instruktorskich), po złożeniu Zobowiązania Instruktorskiego. Instruktorzy ZHP posiadają stopnie instruktorskie. System stopni instruktorskich, zasady ich zdobywania i wymagania z nimi związane uchwala Rada Naczelna ZHP. Podstawową jednostką organizacyjną dla instruktorów jest krąg instruktorski.

### Prawa i obowiązki
Instruktorzy ZHP mają takie same prawa i obowiązki jak pozostali członkowie organizacji. Ponadto mają prawo do przyjmowania Obietnicy zucha, Przyrzeczenia Harcerskiego i Zobowiązania Instruktorskiego. Obowiązkiem instruktorów jest kierowania się zasadami określonymi w Zobowiązaniu Instruktorskim oraz szczególnej troski o powierzone im dzieci i młodzież, zwłaszcza o ich zdrowie i bezpieczeństwo.
Instruktorzy ZHP pełniący funkcje instruktorskie, mający zaliczoną służbę instruktorską za ostatni rok, mają czynne prawo wyborcze. Posiadają je również członkowie zwyczajni nie będący instruktorami kierujący podstawowymi jednostkami organizacyjnymi.
Instruktorzy ZHP mają bierne prawo wyborcze, z następującymi ograniczeniami:
- w wyborach na funkcję Przewodniczącego ZHP, Naczelnika ZHP i do sądów harcerskich bierne prawo wyborcze mają wyłącznie instruktorzy w stopniu harcmistrza,
- nie można łączyć funkcji komendanta hufca z funkcją członka komisji rewizyjnej chorągwi oraz funkcji komendanta chorągwi z funkcją członka Centralnej Komisji Rewizyjnej,
- w wyborach do komisji rewizyjnych biernego prawa wyborczego nie mają instruktorzy bezpośrednio związani z odpowiedzialnością materialną w danej jednostce.

### Funkcje instruktorskie
Funkcjami instruktorskimi są funkcje, które:
- służą bezpośrednio realizacji celów działania ZHP,
- nie mają charakteru dorywczego.

Są to: 
- funkcja drużynowego lub kierującego podstawową jednostką organizacyjną oraz inne funkcje powierzane w trybie mianowania przez właściwego komendanta hufca, komendanta chorągwi lub Naczelnika ZHP,
- funkcje członków władz ZHP powierzane w trybie wyboru.

Funkcje instruktorskie w ZHP pełnią w zasadzie instruktorzy. W uzasadnionych wypadkach komendant hufca może dopuścić do pełnienia funkcji instruktorskiej członka zwyczajnego niebędącego instruktorem, który ukończył 16 lat i posiada odpowiednie kwalifikacje instruktorskie.

## Związek Harcerstwa Rzeczypospolitej
W ZHR instruktorkami mogą zostać pełnoletnie harcerki, instruktorami - pełnoletni harcerze, przygotowani do prowadzenia pracy wychowawczej i posiadający stopień instruktorski. Instruktorzy i instruktorki muszą być chrześcijanami. Instruktorki przyjmuje i zwalnia komendantka chorągwi harcerek lub Naczelniczka Harcerek, instruktorów - komendant chorągwi harcerzy lub Naczelnik Harcerzy. Regulaminy stopni instruktorskich uchwala Naczelnictwo na wniosek Naczelniczki Harcerek i Naczelnika Harcerzy. Jednostką organizacyjną dla instruktorek i instruktorów jest krąg instruktorski.

### Prawa i obowiązki
Instruktorki i instruktorzy ZHR mają takie same prawa i obowiązki jak pozostali członkowie organizacji. Ponadto mają obowiązek czynnego udziału w pracy wychowawczej ZHR.
Instruktorki i instruktorzy ZHR wpisani na listy instruktorek i instruktorów - mianowani lub wybrani na określoną funkcję wychowawczą w ZHR oraz posiadający określony przydział służbowy, posiadają czynne prawo wyborcze do wszystkich władz Związku.
Instruktorki i instruktorzy ZHR posiadają bierne prawo wyborcze do władz ZHR z następującymi ograniczeniami:
- do władz naczelnych ZHR mogą kandydować instruktorki i instruktorzy w stopniu harcmistrzyni, harcmistrza, podharcmistrzyni lub podharcmistrza,
- na funkcję Przewodniczącego ZHR, Naczelniczki Harcerek i Naczelnika Harcerzy oraz komendantki chorągwi harcerek i komendanta chorągwi harcerzy, mogą kandydować instruktorki w stopniu harcmistrzyni albo instruktorzy w stopniu harcmistrza.

## Zobowiązanie instruktorskie
Zobowiązanie, które składa przyszły instruktor Związku Harcerstwa Polskiego (lub innej organizacji harcerskiej lub skautowej) w Polsce. Zobowiązanie ma wymiar "obrzędowy", składane jest w podniosłej atmosferze przy ognisku, najczęściej w obecności innych instruktorów danego środowiska/jednostki. Treść zobowiązania instruktorskiego w Związku Harcerstwa Polskiego brzmi obecnie:

Przyjmuję obowiązki instruktorki / instruktora Związku Harcerstwa Polskiego. Jestem świadoma / świadomy odpowiedzialności harcerskiego wychowawcy i opiekuna. Będę dbać o dobre imię harcerstwa, przestrzegać Statutu ZHP, pracować nad sobą, pogłębiać swoją wiedzę i umiejętności. Wychowam swego następcę. Powierzonej przez Związek Harcerstwa Polskiego służby nie opuszczę samowolnie.